# Regionální síť 1
Regionální síť 1 je v pořadí druhým spuštěným multiplexem DVB-T lokálního charakteru v České republice. Zpočátku síť provozovala TV GIMI, nyní ji provozuje společnost Meridi.

## Vysílané stanice
| Televizní stanice                 | Logo stanice |
| --------------------------------- | ------------ |
| JČ 1                              |              |
| JČ 2                              |              |
| regionalnitelevize.cz             |              |
| regionálnítelevize.cz Jižní Čechy |              |

## Vysílače
- Vysílač České Budějovice – Včelná se nachází na pozemku 439/1 obce Včelná. Vlastnické právo k pozemku drží Sportovní klub Včelná u Českých Budějovic. Stožár je umístěn v nadmořské výšce 475 metrů, vysílací antény cca 25 m nad terénem. Použitý směrový vysílač z jihu pokrývá České Budějovice a Českobudějovickou pánev. V zóně pokrytí se nachází například i město Hluboká nad Vltavou. Vysílač pokrývá přibližně 1,7 % populace v České republice.

- Vysílač Plzeň – Košutka se nachází na příhradové konstrukci na panelovém domě. Vysílací antény jsou umístěny cca 32 metrů nad terénem. Vysílač pokrývá město Plzeň a částečně přilehlé obce.

- Vysílač Příbram – Hvězdárna se nachází na trubkovém kotveném stožáru. Vysílací anténa je umístěny cca 20 metrů nad terénem. Vysílač pokrývá město Příbram a blízké okolí.

## Chronologie
- První digitální signál z kóty Včelná se přihlásil dne 28. července 2009. V multiplexu se nacházely: TV GIMI, TV Prima, Óčko a Public TV. Vysílací výkon byl 100 W. Regionální síť 1 měla v té době již oprávnění k vysílání v normě DVB-T na 3 roky a provozovala ji TV GIMI.
- Dne 30. září 2009 se zvedl výkon na 200 W a 30. října na konečných 1995,26 W.
- Dne 16. prosince 2009 došlo ke změně v obsazení, pozici po Public TV převzala stanice nejen pro věřící, TV Noe.
- Dne 30. června 2011 ukončila v multiplexu své šíření TV Prima a byla nahrazena jinak placenou satelitní stanicí Sport 5, zaměřující se na motorsport. V prvním zářijovém týdnu téhož roku bylo vysílání Sport 5 ukončeno. Obsazení multiplexu bylo TV GIMI, TV Noe, Óčko.
- Dne 3. ledna 2012 dochází k obsazení prázdné pozice stanicí Stil TV.
- Dne 13. března 2012 se provozovatelem Regionální sítě 1 stal Ivo Brabec.
- Dne 18. června 2012 došlo k přejmenování TV GIMI na Jihočeská Televize.
- Dne 1. července 2012 ukončila distribuci Jihočeské Televize, nahradila jí regionálnítelevize.cz.
- Dne 1. srpna 2012 nahrazuje původní Stil TV nová stanice Šlágr TV.
- Dne 5. prosince 2012 byl spuštěn v pořadí druhý vysílač Plzeň – Košutka ve sníženém výkonu.
- Dne 21. prosince 2012 došlo u vysílače Plzeň – Košutka k navýšení výkonu a přidání stanice TV Noe.
- Dne 28. ledna 2013 byl spuštěn v pořadí třetí vysílač Příbram – Hvězdárna.
- Dne 1. února přibyla do multiplexu Plzeň – Košutka samostatná stanice Plzeňská 1.
- K říjnu 2020 vysílá Regionální síť 1 stanice JČ1, JČ2, regionalnitelevize.cz a regionalnitelevize.cz Jižní Čechy.